# Романово (Усть-Пристанський район)
Рома́ново (рос. Романово) — село у складі Усть-Пристанського району Алтайського краю, Росія. Входить до складу Брусенцевської сільської ради.

## Населення
Населення — 173 особи (2010; 267 у 2002).
Національний склад (станом на 2002 рік):
- росіяни — 98 %